# Андреевка (Оханский район)
Андреевка — село в Оханском городском округе Пермского края России.

## История
В письменных источниках упоминаться с 1782 как деревня Ошап, позднее - Андреева. Основана  крепостными крестьянами помещиков Строгановых. В 1866 взамен существовавшей здесь часовни появилась деревянная  Петро-Павловская церковь (закрыта в 1934, использовалась под клуб, в 1970-е разобрана на дрова по указанию парторга колхоза А. В. Ширинкина - ныне известного в Оханске поэта-богоборца и церквоустроителя). После отмены крепостного права центр Андреевской (первоначально Мурашинской) волости Оханского уезда, в советское время сельсовета. .
В 1930, в ходе коллективизации, был создан колхоз им. Калинина, переименованный в феврале 1951  в колхоз им. Сталина (с 1961  — в колхоз им. Ленина, позднее — в колхоз «Правда»). До 2018  являлось центром ныне упразднённого Андреевского сельского поселения Оханского района.

## География
Село находится в южной части района, в пределах восточной части Оханской возвышенности, на берегах реки Ошап, на расстоянии приблизительно 22 километров (по прямой) к юго-юго-западу (SSW) от города Оханска, административного центра округа. Абсолютная высота — 118 метров над уровнем моря. Через село проходит муниципальная автодорога «Острожка-Беляевка».
Климат
Климат характеризуется как умеренно континентальный. Средняя многолетняя температура самого холодного месяца (января) составляет −17,3 °С, температура самого тёплого (июля) — 24,8 °С. Среднегодовое количество осадков — более 738 мм. Максимальное количество осадков приходится на летний период.

## Население
| 2010 | 2016 |
| ---- | ---- |
| 749  | ↘741 |

Половой состав
По данным Всероссийской переписи населения 2010 года в половой структуре населения мужчины составляли 47,5 %, женщины — соответственно 52,5 %.
Национальный состав
Согласно результатам переписи 2002 года, в национальной структуре населения русские составляли 94 % из 825 чел. Ранее (после войны) здесь жили крымские татары и бывшие военнопленные. 

## Инфраструктура
Действуют лесозаготовительное предприятие «Омикрон» и сельхозпредприятие «Андреевка». Имеются  детсад-начальная школа, фельдшерско-акушерский пункт, дом культуры, библиотека, сельский краеведческий музей, ветеринарный участок, лесничество и отделение связи.
Известные личности, связанные с Андреевкой:
Коротаев Николай Яковлевич (1898 – 1974 гг.), почвовед, доктор сельскохозяйственных наук, профессор, «Заслуженный деятель науки РСФСР»;
Лоскутов Иван Алексеевич (1918 – 1994 гг.), полковник, прототип Леньки - сына артиллериста (К. Симонов);
Попов Михаил Николаевич (1924 – 2001 гг.), Герой Советского Союза;
Рудометов Николай Васильевич (1922 – 1991 гг.), Герой Советского Союза;
Серебренников Валентин Николаевич (1881 – 1943 гг.), фольклорист;
Шумилов Евгений Николаевич (род. в 1951 г.), российский историк-медиевист.
Лит.: Шумилов Евгений Н. Материалы к «Оханской энциклопедии». Пермь, 2016 (303 статьи); Ширинкин В. Б. (псевд. Е. Н. Шумилова) История одной территории: Верх-Ошапские деревни (Андреевское сельское поселение Оханского района) // Пермский край в контексте истории России. Пермь, 2013. 125 - 131.